# Ларенталия
Ларенталия (на латински: Larentalia) е религиозен празник в Древен Рим на 23 декември в чест на Ака Ларенция, възпитателката на Ромул и Рем.